# NGC 7810
NGC 7810 је лентикуларна галаксија у сазвежђу Пегаз која се налази на NGC листи објеката дубоког неба.
Деклинација објекта је + 12° 58' 18" а ректасцензија 0h 2m 19,1s. Привидна величина (магнитуда) објекта NGC 7810 износи 13,1 а фотографска магнитуда 14,1. NGC 7810 је још познат и под ознакама UGC 12919, MCG 2-1-15, CGCG 433-18, IRAS 23597+1241, PGC 163.